# Theatro São Pedro (São Paulo)
Theatro São Pedro é um teatro na cidade de São Paulo. Foi construído pelo português Manuel Fernandes Lopes e inaugurado no dia 16 de janeiro de 1917 com a apresentação das peças A Moreninha e O Escravo de Lúcifer. É um dos poucos teatros que permanecem ativos de uma geração de casas de espetáculos inauguradas entre os séculos XIX e XX. Ele fica localizado na Rua Doutor Albuquerque Lins, número 207, no distrito de Santa Cecília, com fácil acesso ao transporte público, a quatrocentos metros da Estação Marechal Deodoro do metrô.

## Histórico
A inauguração do teatro deu-se em 20 de janeiro de 1917, quando, na verdade, deveria ter acontecido no dia 16 de janeiro de 1917. Devido a um embargo da prefeitura da cidade de São Paulo na época, o espaço só foi inaugurado quatro dias depois. É considerado o segundo teatro mais antigo da capital paulista, sendo que o primeiro é o Theatro Municipal, inaugurado em 1911.
O Theatro São Pedro abriu as portas sendo classificado como o mais moderno e luxuoso da cidade de São Paulo. O jornal O Estado de S. Paulo publicou a respeito de sua inauguração: "ainda esta semana inauguração do luxuoso Theatro São Pedro - Arte - Luxo - Elegância - Conforto e Hygiene". Possuía, na ocasião, 28 frisas, 28 camarotes, balcões com mais de 100 assentos, plateia para oitocentas cadeiras e uma geral para mil pessoas. Muitas vezes, o público assistia às peças em pé.
O teatro foi marcado por ter sido reinaugurado diversas vezes. Os encerramentos vieram depois com reinícios que se modificaram conforme o momento que vivia a capital paulista, podendo assim ir se transformando desde sua inauguração. Outro marco do Theatro São Pedro foi em 1960 e 1970 com a passagem do grupo de teatro Papyrus e de outros grupos teatrais, que se abrigaram no teatro como forma de resistir a ditadura militar que acontecia na época.
A Orquestra Sinfônica do Estado de São Paulo também se abrigou no São Pedro, e lá se reestruturou e encontrou o seu lugar. A partir de então ela começou a tocar constantemente.

### Cinema
Inicialmente palco de espetáculos teatrais, a partir dos anos 1920 passou funcionar basicamente como sala de cinema, com raras apresentações teatrais. O local promoveu sessões de cinema até 1967.
Numa parceria artística entre Maurício Segall e Beatriz Segall, o Theatro São Pedro ressurgiu. Funcionando como uma casa de espetáculos até 1968, e, a partir de então, um centro de produções teatrais, o espaço chamou a atenção no início dos anos 1970 por ser um dos últimos grupos a surgir durante o período da ditadura militar.

### Anos 1970e1980
Arrendado por Beatriz Segall e Maurício Segall, o Theatro São Pedro, em risco de demolição, passou por uma grande reforma em 1968, perdendo parte de suas linhas originais. A programação inicial era voltada para música, mas logo foi substituída por teatro, com a montagem de Os Fuzis da Sra. Carrar, de Bertolt Brecht, com direção de Flávio Império, pelo Teatro da Universidade de São Paulo (TUSP).
A partir de dezembro de 1968, passou a oferecer ao público espetáculos que buscavam uma nova maneira de expressão teatral, frente ao Ato Institucional nº 5, o AI-5, durante o governo do general Costa e Silva, marcado pela repressão e a censura no país. Seguem-se, em 1969, Marta Saré, de Gianfrancesco Guarnieri e Edu Lobo, espetáculo dirigido por Fernando Torres; Os Gigantes da Montanha, de Luigi Pirandello, sob a direção de Federico Pietrabruna e Ziembinski no papel principal; e Morte e Vida Severina, de João Cabral de Melo Neto, pela companhia de Paulo Autran. Apesar de marcos significativos da cena teatral paulistana, trata-se de produções isoladas que alugaram o teatro para temporadas.
Um Inimigo do Povo, de Henrik Ibsen, com direção de Fernando Torres, em 1969, foi a primeira produção da empresa São Pedro Produções Artísticas, liderada pelo casal Maurício e Beatriz Segall, em parceria com Fernando Torres. "A primeira resposta do São Pedro foi em setembro de 1969. Para os produtores, Ibsen era o tom mais apropriado para o Brasil pós-AI-5. A questão ética colocada em Um Inimigo do Povo, de um homem que não abandona as suas convicções mesmo quando todas as situações se voltam contra ele, era uma profissão de fé que a companhia estava disposta a carregar consigo".
Antes da constituição da empresa de Maurício e Beatriz Segall, outros grupos estáveis, como o Teatro de Arena e o Teatro Oficina, enfrentaram numerosos problemas com a polícia e a censura. Tratava-se do anúncio da derrocada premente dos grupos que atuavam como Teatro de Resistência ao regime militar. Neste sentido, o São Pedro Produções Artísticas nasceu anacronicamente, num momento em que as companhias fixas estavam prestes a desaparecer.
Uma segunda reforma ocorreu em 1970, e o teatro ganhou novas instalações e, além da sala já existente com plateia de setecentos lugares, surgiu o Studio São Pedro, uma sala menor para apresentações, construída a partir do foyer e do terceiro balcão do teatro, com disponibilidade para duzentas pessoas. Todas as peças da nova sala são realizações da São Pedro Produções Artísticas. A inauguração dá-se com A Longa Noite de Cristal, direção de Celso Nunes e cenários de Tulio Costa. A realidade televisiva, que passou a dominar o Brasil no "milagre econômico", é o tema tratado na peça e Oduvaldo Vianna Filho conquistou o Prêmio Molière de "melhor autor" pela obra. Ainda em 1970, subiu à cena, com tradução de Carlos Queiroz Telles e Tereza Linhares, outra direção de Celso Nunes: O Interrogatório, de Peter Weiss, que baseado nas atas do julgamento de Nuremberg, propiciou uma conexão com a realidade dos violentos porões do regime militar, arrebatando oito prêmios importantes desta temporada.
Em 1971 foi a vez de Cândido ou o Otimismo, de Voltaire, direção de Sylvio Zilber; e Assunta do 21, de Nery Gomide, encenação de Iacov Hillel. Nessa temporada, Fernando Torres desfez a parceria com o casal Segall e seguiu para o Rio de Janeiro com Fernanda Montenegro.
1972 foi um ano de muitas temporadas para o conjunto. Na sala grande, sucedem-se Fígaro, de Beaumarchais, com direção de Gianni Ratto; e Frei Caneca, de Carlos Queiroz Telles, dirigido por Fernando Peixoto. Na sala menor, Tambores na Noite, de Bertolt Brecht, uma co-produção do Theatro São Pedro com o Teatro Núcleo que, remanescente do Núcleo 2 do Teatro de Arena, fechado em 1971, passou a residir e colaborar com o São Pedro.
Maurício Segall pediu a Carlos Queiroz Telles uma obra em homenagem ao cinquentenário da Semana de Arte Moderna. Dessa encomenda, resultou A Semana - Estes Intrépidos Rapazes e Sua Maravilhosa Semana de Arte Moderna, que foi dirigida novamente por Fernando Peixoto, com cenários de Hélio Eichbauer e músicas de Chico Buarque e Toquinho. Em co-produção com o Núcleo Independente, o espetáculo se tornou o evento teatral oficial das comemorações em torno da Semana de 1922, pelo Conselho Estadual de Cultura. Ainda em 1972, o grupo teve fôlego para mais uma produção, A Grande Imprecação Diante dos Muros da Cidade, de Tankred Dorst, encenação de Gianni Ratto.
Em 1973, já com problemas financeiros, o São Pedro ainda conseguiu encenar, na sala grande, Frank V, de Friedrich Dürrenmatt. Mesmo elogiada pela crítica, a temporada não foi satisfatória em termos de público, e a grande sala foi sublocada à Secretaria de Estado da Cultura como sede da Orquestra Sinfônica do Estado de São Paulo. É importante frisar que, além das produções da casa, o Theatro São Pedro recebeu outras montagens em seu amplo palco, como o espetáculo underground Rito do Amor Selvagem, de José Agrippino de Paula, uma produção do grupo Sonda, e Hair, de James Rado e Jerome Ragni, sob a direção de Ademar Guerra, ambas produzidas em 1970.
No Studio São Pedro, os sócios persistiram e continuaram produzindo, alternando com locações para grupos ou produções avulsas. Ainda em 1973 realizaram A Queda da Bastilha???, de autoria coletiva, em parceria com Celso Frateschi e Denise Del Vecchio. O casal estava à frente do Teatro Núcleo e nessa montagem inseriram o São Pedro no contexto do Teatro de Grupo, tendência que vem substituir os grupos ideológicos. E, no mesmo ano, montaram O Prodígio do Mundo Ocidental, de John Synge, com direção de José Antonio de Souza.
No ano de 1974, subiu à cena Os Pintores de Cano, de Heinrich Henkel, numa direção coletiva com coordenação de Beatriz Segall. O Teatro Núcleo sofreu a ação da censura, sendo proibido de levar à cena Dois Homens na Mina, e deixando o São Pedro para dedicar-se exclusivamente à itinerância pela periferia sob o nome de Núcleo Independente. Ainda, em 1975, a montagem de Os Executivos, de Mauro Chaves, sob a direção de Silnei Siqueira, foi a produção que subiu ao palco e encerrou as atividades do São Pedro Produções Artísticas.
Ao analisar as primeiras temporadas da década de 1970, o crítico Sábato Magaldi assinala a representatividade do São Pedro: "Foi (...) um grande espetáculo Frank V, de Durrenmatt, na realização do grupo do Theatro São Pedro, dirigido por Fernando Peixoto. Com as montagens de A Semana, A Grande Imprecação Diante dos Muros da Cidade, de Tankred Dorst, Frei Caneca e depois Frank V, entre outros, a empresa de Mauricio Segall parecia assumir a liderança perdida pelo Arena e pelo Oficina. Mas os prejuízos financeiros e problemas internos do grupo levaram Maurício Segall a alugar a grande sala ao governo do Estado e a desistir, durante algum tempo, de fazer produções próprias no Studio São Pedro".
Maurício Segall permaneceu na direção do teatro até o ano de 1981. A partir dessa data, o teatro foi sublocado e ainda recebeu algumas produções com Beatriz Segall encabeçando o elenco, como é o caso de À Margem da Vida, de Tennessee Williams; À Flor da Pele, de Consuelo de Castro, ambas de 1976; e Maflor, de texto e direção de Sérgio Viotti, em 1977. Ou ainda espetáculos marcantes como Macunaíma, adaptação da obra de Mário de Andrade, sob a direção de Antunes Filho, em 1978; Ópera do Malandro, de Chico Buarque, direção de Luis Antônio Martinez Corrêa, em 1979; e Calabar, novamente de Chico Buarque, agora em parceria com Ruy Guerra, em 1980.

## Arquitetura
O edifício em estilo eclético, foi projetado por Augusto Bernardelli Marchesine, que também foi autor do projeto do Teatro Oberdan, no bairro paulistano do Brás.
Embora a arquitetura original do prédio já tivesse sido alterada anteriormente, o teatro foi tombado em 1984 pelo secretário estadual de cultura, Jorge da Cunha Lima. A obra de restauro ocorreu em 1997 e, no ano seguinte, o edifício foi reinaugurado, sob os auspícios da Secretaria de Estado da Cultura de São Paulo, com uma programação dedicada à música erudita.
Depois da restauração realizada em 1998, o Theatro São Pedro recuperou as características arquitetônicas da época de inauguração e foi reaberto com 636 poltronas, tratamento acústico e modernização de equipamentos para o palco. Em 2002, uma nova sala foi criada com o intuito de receber recitais e grupos de câmara: a sala, que na realidade é um anexo do teatro, chama-se Dinorá de Carvalho.

## Atualidade
Sua capacidade é de 636 espectadores. Está situado à esquina das ruas Barra Funda e Albuquerque Lins, 171, no bairro da Barra Funda, mais próximo do metrô Marechal Deodoro, localizado na linha vermelha.
Em junho de 2010, estreou a  Orquestra do Theatro São Pedro, criada para ser o corpo musical exclusivo do teatro e referência em ópera e música lírica em São Paulo. O regente titular da orquestra é o também diretor artístico do teatro, Luiz Fernando Malheiro.
Em 2013, como parte de um projeto de reestruturação do teatro, iniciado pelo maestro Malheiro, foi criada a Academia de Ópera Theatro São Pedro para dar continuidade à iniciativa da formação de canto lírico e para suprir a carência de um programa nacional de educação nessa área. Todas as atividades da Academia são oferecidas aos alunos aprovados de maneira gratuita, sendo a duração do curso de dois anos.
A Academia já ofereceu atividades conduzidas por profissionais de grande relevância no cenário lírico nacional e internacional, como Maestro Luiz Fernando Malheiro (Brasil), Bruno Praticò (Itália), Annick Massis (França), Marco Boemi (Itália), Steven Mercurio (EUA), Livia Sabag (Brasil), Stefano Patarino (Itália), Sabino Lenoci (Itália), Juremir Vieira (Suíça/Brasil), Daniella Carvalho (Brasil), Mariella Devia (Itália) entre outros.
Em 2015, o Theatro estabeleceu uma parceria com o Metrô de São Paulo, para apresentar flash mobs e exposições dos figurinos utilizados em sua ópera Falstaff de Giuseppe Verdi.